# Олисавино (Владимирская область)
Олисавино — село в Кольчугинском районе Владимирской области России, входит в состав Есиплевского сельского поселения.

## География
Село расположено в 6 км на юго-восток от центра поселения села Есиплево и в 13 км на восток от райцентра города Кольчугино.

## История
В 1819 году на средства прихожан в селе вместо бывшей ветхой деревянной церкви построена была каменная с колокольней. Престолов в церкви было два: в холодной — в честь Святой Живоначальной Троицы и в теплой трапезе — в имя Святителя и Чудотворца Николая. В 1893 году приход состоял из села и деревень: Бухарино, Толба, Новая Толба, сельца Григорева и деревни Натальино. Всех дворов в приходе 209, мужчин — 598, женщин — 668. В 1894 году в селе была открыта церковно-приходская школа, помещавшаяся в собственном доме.
В конце XIX — начале XX века село входило в состав Есиплевской волости Юрьевского уезда. 
С 1929 года село являлось центром Олисавинского сельсовета в составе Кольчугинского района, с 1954 года — в составе Дубковского сельсовета, с 1962 года — в составе Есиплевского сельсовета.
В 1965 году в состав деревни включена упразднённая деревня Новая Толба (население 1905 году — 228 жителей), располагавшаяся на северном берегу речки Олисавки.

## Население
| 1859 | 1905 | 1926 | 2002 | 2010 | 2021 |
| ---- | ---- | ---- | ---- | ---- | ---- |
| 249  | ↘246 | ↗278 | ↘4   | ↘2   | ↘0   |

## Достопримечательности
В селе находится полуразрушенная Церковь Троицы Живоначальной (1819).